# Mülheim (Ruhr) Styrum
Mülheim (Ruhr) Styrum – stacja kolejowa w Mülheim an der Ruhr, w kraju związkowym Nadrenia Północna-Westfalia, w Niemczech. Znajdują się tu 2 perony.